# Дера-Мурад-Джамали
Дера Мурад Джамали (урду ڈیرہ مراد جمالی‎) — город в провинции Белуджистан, Пакистан. Население — 38 405 чел. (на 2010 год).

## История
2 декабря 2005 года в городе был расстрелян лидер местных мусульман-шиитов. Лидер был убит мотоциклистами, которые открыли огонь из автоматов. Ответственность за убийство на себя взяла террористическая организация «Армия Джангви».
В городе родился известный пакистанский политик — Зафарулла Хан Джамали.

## Демография
| 1998   | 2010   |
| ------ | ------ |
| 37 766 | 38 405 |